# Castelsaraceno
Castelsaraceno (Casteddu in dialetto lucano) è un comune italiano di 1 131 abitanti della provincia di Potenza in Basilicata.

## Geografia fisica
Sorge a 916 m s.l.m. nella parte sud-occidentale della provincia.
Ha una altimetria che va da un minimo di 702 m (Acqua di San Giovanni) ad un massimo di 1900 m (cima del monte Alpi). 

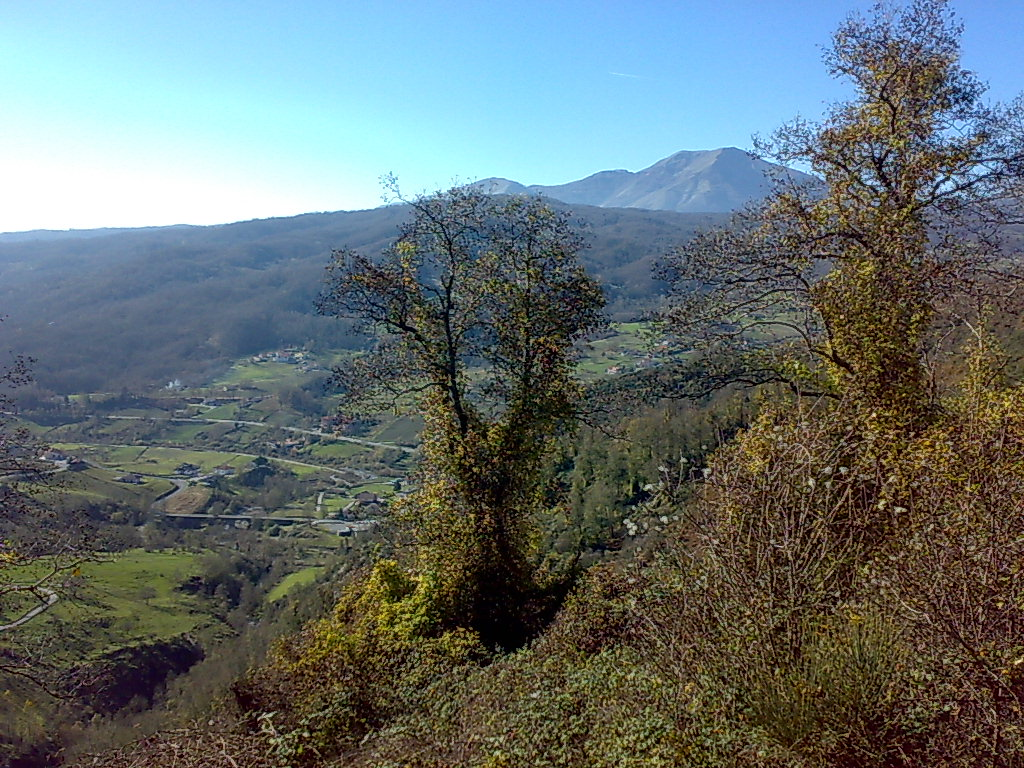
Le frazioni di Feroni e Miraldo e il massiccio del Sirino.

L'orizzonte di Castelsaraceno si allarga solo a nord-est verso un'ampia ed irregolare vallata; è limitato ad est da una linea orizzontale di serre, da cui emergono il Tuppetto ed il monte Asprella; a sud dal monte Alpi; poco più lontano dal monte Armizzone, seguito dall'Armizzoncello; verso ovest da Pietra Marina e da Castelveglio; a nord dal massiccio del Raparo, che protegge in parte il paese dai venti boreali. L'antico centro abitato è abbarbicato ad uno sperone roccioso "La Tempa", un'appendice del poggio Castelveglio (1152 m). La sua posizione rivela, con molte probabilità, l'esistenza di uno stanziamento saraceno; difatti si trova tra la convessità del torrente Racanello, dominata a nord dalla scoscesa balza del Monticello, ed il suo confluente di destra, torrente "Uaddone". Le abitazioni, strette l'una all'altra, sono appoggiate sulla roccia digradante e fanno un tutt'uno con essa. I segni della struttura urbana medievale sono evidenti solo nelle vie ripide e tortuose, nei vicoli ciechi, nei cosiddetti "supporti", nell'antico rudere chiamato Il Campanaro e nella toponomastica Vocca a porta, che lascia supporre l'esistenza di una porta d'ingresso alla fortezza.
Confina a nord-est con San Chirico Raparo (10 km), a est con Carbone (19 km), a sud con Latronico (26 km), a sud-ovest con Lauria (33 km), a nord-ovest con Moliterno (25 km) e con Sarconi (19 km), a nord con Spinoso (24 km).

## Storia
Edificato nel 1031 dai Saraceni presso l'antica Planula come vedetta, fu distrutto tredici anni dopo da un terremoto. Dopo essere stato abbandonato dai Normanni, passò sotto il dominio dei Mango di San Chirico, che lo donarono nel 1086 agli Abati dell'Abbazia di San Michele Arcangelo. Nel XV secolo passò ai Carafa, subendo angherie e soprusi. In seguito fu dominio dei Sanseverino. Seguì le sorti di numerosi feudi finendo ai baroni Picinni Leopardi, signori del luogo.
Negli anni della seconda guerra mondiale, tra il 1940 e il 1943, 2 fratelli ebrei triestini di origine polacca furono confinati in soggiorno coatto a Castelsaraceno. Furono liberati con l'arrivo dell'esercito alleato nel settembre 1943.

## Monumenti e luoghi d'interesse
Tra le opere architettoniche degne di nota, meritano uno spazio particolare: il Palazzo baronale del XV secolo; la chiesa di Santo Spirito del XVI-XVII secolo, che conserva un trittico del pittore D'Amato appartenente alla Scuola Napoletana di Raffaello e un polittico su tela raffigurante San Leonardo del pittore Ippolito Borghese, la chiesa di San Rocco con al suo interno una pregiata statua lignea del Beato Stefano Seno, la chiesa di Santa Maria degli Angeli e il convento dei cappuccini in cui si conserva un artistico Cristo. Per finire, fuori dal paese, in località Mancusi sono i ruderi di un antico mulino ad acqua.

## Società

### Evoluzione demografica
Abitanti censiti

Conta 1 675 abitanti (829 m. - 846 f.) di cui 80 (41 m. - 39 f.) nella contrada di Frusci, 164 (78 m.- 86 f.) nella contrada di Miraldo e 43 (20 m.- 23 f.) nelle frazioni di Abete Marina, Bruscate e Giordanello.

### Religione
Castelsaraceno appartiene alla diocesi di Tursi-Lagonegro.

### Tradizioni e folclore

#### Il rito dellandenna

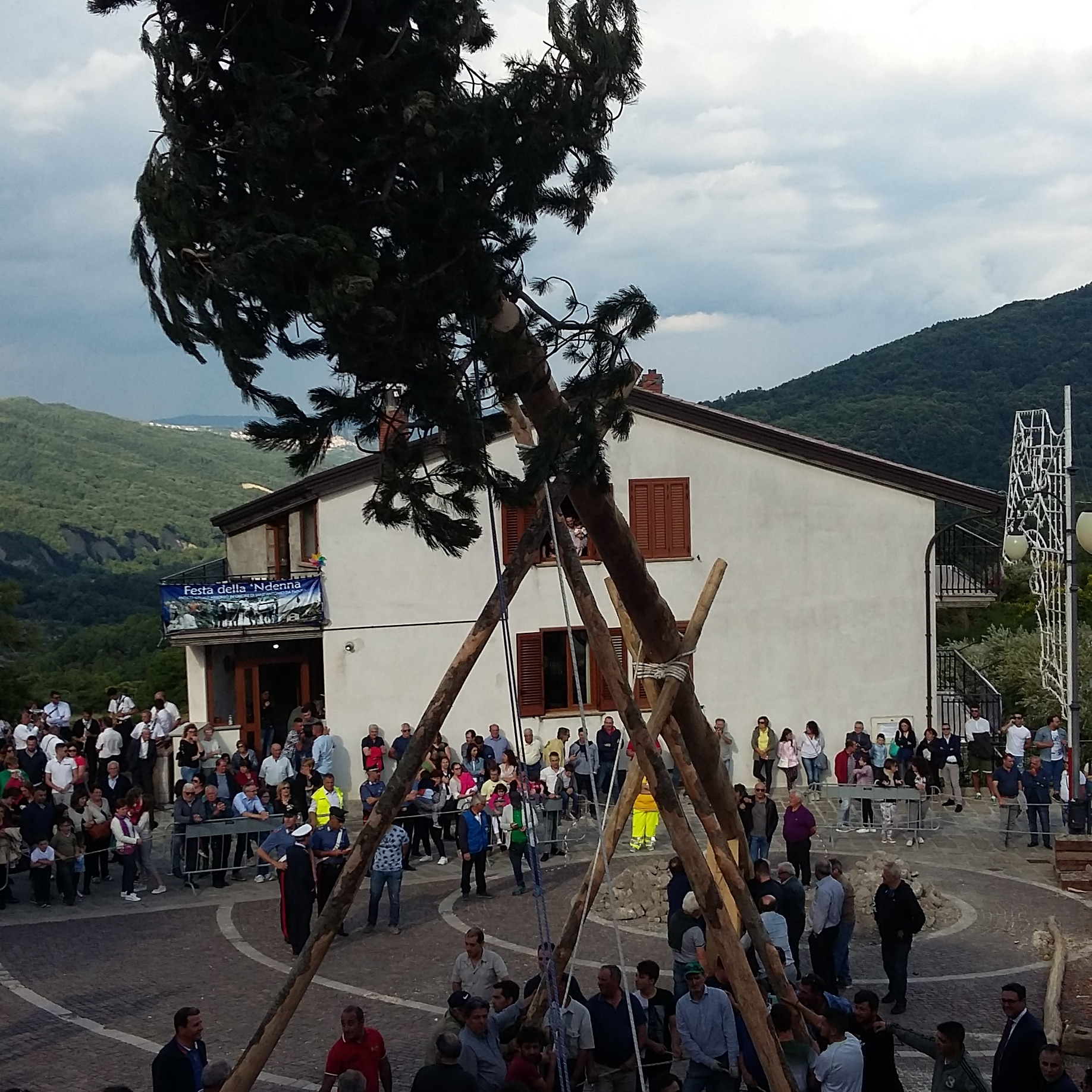
Rito della 'Ndenna

Il rito della'"Ndenna" si svolge in occasione della festa patronale di sant'Antonio durante le prime tre domeniche di giugno.

Durante queste tre giornate vengono raccolte ed assemblate, in una sorta di matrimonio della natura, le componenti di un albero della Cuccagna chiamato dai Castellani appunto "Ndenna"(Antenna).
Il rito affonda le radici nella storia antica di questo paese fondato all'inizio del 2° millennio dell'era Cristiana e con tutta probabilità trae le proprie origini da qualche precedente festa contadina legata al rapporto tra l'uomo e la terra.
Il rito:
La prima domenica di giugno, in un bosco di alta montagna sul passo Armizzone, viene scelto, tagliato e trasportato con l'ausilio di camion e furgoni un pino, chiamato successivamente "cunocchia" che rappresenterà al culmine della festa del Patrono la sommità dell'"ndenna".
Il trasporto per le vie del paese della cunocchia grazie alle braccia dei tanti fedeli del santo rappresenta un momento di grande partecipazione dell'intera popolazione.
La seconda domenica viene localizzato e trasportato un albero di altezza non inferiore a 20 m, dal bosco in località Favino, che viene prescelto per diventare poi l'"ndenna".
In questa occasione, che da sola rappresenta uno dei momenti più significativi della festa di sant'Antonio, viene effettuato il trasporto dell'albero fino nella piazza intitolata al santo patrono.
Il trasferimento di questo grande albero e di alcuni minori che serviranno successivamente ad issarlo al centro della piazza è avvenuto fino dall'antichità grazie agli allevatori della zona attraverso l'uso di "paricchi" di possenti Buoi. In epoca recente si sono affiancati anche i moderni mezzi meccanici, anche se l'ingresso nella piazza è stato sempre appannaggio della motrice "animale".
Nell'ultima delle tre domeniche dedicate al santo, vengono quindi assemblate la "cunocchia" e l'"ndenna" che attraverso l'ausilio di sole forze umane, viene issata e fissata in un buco appositamente scavato ogni anno all'interno della piazza.
Culmine della festa, oltre ai riti religiosi ad essa legati in onore di sant'Antonio, è la raccolta dei "tacchetti" che sono listarelle di legno legati ai rami della "cunocchia", su cui i fedeli del santo dichiarano le proprie offerte, quasi sempre rappresentate dai prodotti dei campi o degli allevamenti della zona, ma qualche volta anche da beni di consumo quotidiano o di prodotti di elettronica come televisori o altro.
La raccolta dei "taccetti" fino a qualche anno fa veniva effettuata con due modalità.
La prima consisteva nell'utilizzo delle armi da fuoco (fucili) imbracciate dai cacciatori della zona e non solo che avevano a disposizione 2 tentativi per cercare di abbattere qualche ramo e impossessarsi quindi dei tacchetti presenti. Tale modalità per via di precise leggi sulla sicurezza è stata abbandonata malgrado le emozioni che suscitava.
La seconda che è attualmente anche l'unica modalità, consiste nella scalata a forza di braccia dell'albero, da parte dei giovani del paese e non solo.
Ovviamente i rischi legati a questa pratica ne hanno da sempre fatto il momento forse più emozionante del rito e dell'intera festa.
Fino a qualche anno or sono si costituivano vere e proprie squadre che al segnale convenuto spingevano letteralmente il proprio beniamino per consentirgli di affrontare la scalata per primo.
I "sorpassi" tra gli scalatori quando chi precedeva era a corto di fiato sono sempre stati il momento più emozionante perché spesso si svolgeva a qualche decina di metri d'altezza.
Molti sono gli articoli e le ricerche di cui è stata oggetto la Festività di sant'Antonio e della "Ndenna" da parte degli studiosi delle antiche tradizioni popolari di questa parte d'Italia.

## Cultura

### Cucina
La cucina locale è la tipica gastronomia pastorale dell'entroterra lucano, perlopiù basata su carni ovine, legumi, verdure e aromi come il rafano. Piatti tipici del comune sono la munnulata, zuppa autunnale con castagne infornate, fagioli, patate e polvere di peperone crusco (u' cift in dialetto locale); e la ‘nzozara, contorno a base di funghi, peperoni, cipolle e pomodori; rafanata, maccheroni al ferretto cotti alla brace con sugo di carne, rafano e pecorino; il tortano, pane ripieno con peperoni e uova. Tipico formaggio locale è il tagliatizzo, fatto con latte di pecora e stagionato due mesi.

### Eventi

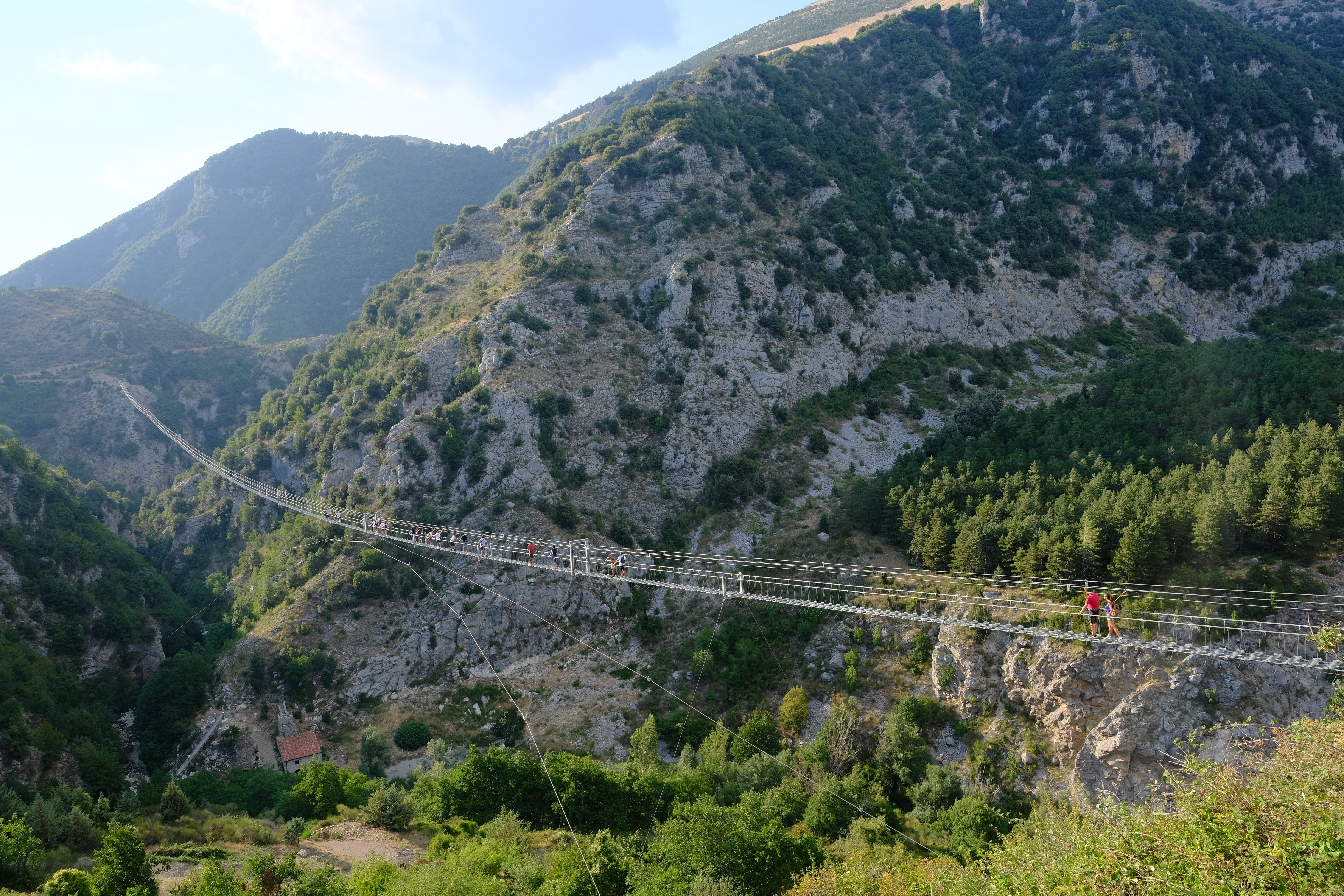
Ponte tibetano

Il 31 luglio 2021 è stato inaugurato il "Ponte tra i due parchi", uno dei ponti tibetani più lunghi al mondo. Con i suoi 586 metri di lunghezza e 80 metri di altezza, funge da collegamento tra il parco nazionale del Pollino e il parco nazionale dell'Appennino Lucano Val d'Agri Lagonegrese.